# Francie na Letních olympijských hrách 1904
Francii na Letních olympijských hrách v roce 1904 v americkém Saint Louis reprezentovala výprava jediného muže v 1 sportu.